# Vrba slezská
Vrba slezská (Salix silesiaca) je dvoudomý druh rodu vrba. Vyskytuje se poměrně skromně a je v „Červeném seznamu cévnatých rostlin České republiky z roku 2012“ řazena mezi vzácnější, potenciálně ohrožené druhy, které si vyžadují další pozornost (C4a).

## Výskyt
Rozšíření druhu je omezeno jen na pohoří ve střední a jihovýchodní Evropě (Sudety, Karpaty a pohoří Balkánu; v Alpách se nevyskytuje. V České republice roste v oreofytiku v horských oblastech od Ještědského hřbetu (evropská nejzápadnější lokalita) přes Krkonoše, Jizerské hory, Orlické hory, masiv Králického Sněžníku, Hrubý Jeseník až po Moravskoslezské Beskydy a Javorníky v Karpatech. Mimo tyto horské polohy ještě roztroušeně roste ve Žďárských vrších.

## Ekologie
Vyskytuje se v chladných údolích, roklinách a soutěskách, na březích horských potoků a pramenišť, v karech a lavinových skluzech, roste též ve světlých horských lesích, v kosodřevině, zastíněných místech vlhkých luk a po okrajích cest. Upřednostňuje hlavně „subalpínskou brusnicovou vegetaci“ a „vyfoukávané alpínské trávníky“. Je diagnostickým druhem svazu „vysokých subalpínských listnatých křovin“ Salicion silesiacae.
Přestože se vrba slezská nepovažuje za pravou vysokohorskou vrbu, zasahuje vysoko do hor a je schopná přežít i tvrdé podmínky. Snáší extrémní výkyvy teploty nejen mezi létem a zimou, ale i rychlé letní rozdíly činící i desítky stupňů, stejně jako pády lavin, krátkou vegetační dobu, vyšší intenzitu ultrafialového záření a časté vysychání půdy. Je považována za pionýrskou a meliorační a zpevňující dřevinu.

## Popis
Vrba slezská roste jako 2 až 4 m vysoký keř nebo ojediněle strom dorůstající až do 5 m. Má hladkou, šedou kůru, která se ve stáří v plátcích odlupuje. Letorosty hnědozeleně až olivově zbarvené jsou lysé, kůra vystoupavých až přímých větví je ve stáří rozpraskaná. Listy, dlouhé 5 až 8 cm, bývají při rašení načervenalé až krvavě červené. Jejich čepele jsou eliptické až podlouhle obvejčité, na bázi klínovité a po obvodě zvlněně pilovité. Na líci jsou listy špinavě zelené a lesklé, na rubu světle zelené a v mládí podél žilek pýřité a pravidelnou žilnatinu mají vystouplou. Palisty jsou široce ledvinovité, nepravidelně zubaté a na rostlině dlouho vytrvávají. Druh je ve tvaru listů a odění proměnlivý, jedinci rostoucí na kyselých půdách mívají listy vejčité a olysávající, na bazických substrátech listy okrouhlejší a chlupatější.
Jednopohlavné květy jsou sestaveny do květenství jehněd. Samčí jehnědy jsou kompaktní, kulovité nebo krátce válcovité, květy mají dvě tyčinky se zprvu červenými prašníky. Samičí jehnědy jsou protáhle válcovité a mají oddálené, stopkaté, lysé semeníky s čnělkami nesoucí vidličnaté blizny. Listeny květů jsou podlouhlé, na špici načervenalé a dlouze bíle chlupaté. Kvete od dubna do června, velmi krátce před vyrašením listů. Jsou opylovány hmyzem i větrem. Dožívá se asi 40 let. Ploidie druhu je 2n = 38.
Plody jsou protáhlé, lysé, pukající tobolky, jejich stopky se při dozrávání nápadně prodlužují. Semena jsou velmi drobná a mají chmýr, rozšiřována jsou větrem.

## Křížení
Vrba slezská se často kříží, vytváří plodné hybridy a následně i hybridní roje. Nejčastěji vznikají tito kříženci:
- Salix ×chlorophana – s vrbou hrotolistou – (S. hastata × S. silesiaca)
- Salix ×nepetifolia – s vrbou laponskou – (S. lapponum × S. silesiaca)
- Salix ×paxii – s vrbou dvoubarvou – (S. bicolor × S. silesiaca)
- Salix ×siegertii – s vrbou nachovou – (S. purpurea × S. silesiaca)
- Salix ×subaurita – s vrbou ušatou – (S. aurita × S. silesiaca)
- Salix ×subcaprea – s vrbou jívou – (S. caprea × S. silesiaca)
- Salix ×subcinerea – s vrbou popelavou – (S. cinerea × S. silesiaca).[2][3][6]

## Význam
Vrba slezská je lesnicky málo významný druh, vzácně bývá vysazována okolo cest a horských staveb. Využívá se tak schopnosti zpevňovat svažitou půdu rozsáhlým a do hloubky sahajícím kořenovým systémem a zároveň vysušovat podmáčenou půdu.